# James Gunn (Politiker, 1753)
James Gunn (* 13. März 1753 in Colony of Virginia; † 30. Juli 1801 in Louisville, Georgia) war ein US-amerikanischer Politiker, der den Bundesstaat Georgia im US-Senat vertrat.

## Leben
James Gunn wurde 1753 in der Kolonie Virginia geboren, absolvierte eine Ausbildung in den Rechtswissenschaften und kämpfte im Amerikanischen Unabhängigkeitskrieg auf Seiten der Kontinentalarmee als captain einer Dragonereinheit in Georgia. Nach dem Krieg siedelte er sich dort in Savannah an, wo er begann, als Anwalt zu praktizieren. Weiterhin war er Mitglied der Miliz von Georgia, in der er zum Brigadegeneral aufstieg. Das Vermögen seiner Frau sowie sein aufbrausendes Temperament verhalfen ihm in seiner Wahlheimat schon bald zu politischer Macht. 1787 wurde Gunn als Delegierter zum Kontinentalkongress nominiert; trat sein Amt allerdings nicht an. Am 17. Januar 1789 wurde er zu einem der beiden ersten US-Senatoren für Georgia gewählt und schlug damit den bekannten General Anthony Wayne. Die Senatsklassen wurden zwischen Gunn und William Few ausgelost, wobei Gunn den Klasse-3-Sitz erhielt; damit absolvierte er ab dem 4. März 1789 eine sechsjährige Amtsperiode, während Few als Klasse-2-Senator nur für vier Jahre gewählt war.
Im Senat beschäftigte sich Gunn mit Militärangelegenheiten, der Frontier und der Ämtervergabe. Wie viele Abgeordnete aus den Südstaaten wollte Gunn verhindern, dass die Bundesregierung zu viel Macht ansammle. Daher stand er sowohl einem stehendem Heer als auch den Finanzreformen des jungen Finanzministers Alexander Hamilton wie der Gründung einer Nationalbank kritisch gegenüber. Seine Beziehung zur Bundesregierung war jedoch ambivalent, da er sich von ihr Schutz für Georgia und Hilfe bei der Expansion gen Westen erhoffte. Er assoziierte sich deshalb ab den frühen 1790ern immer mehr mit Hamilton und seinen Föderalisten, deren Anführer er in Georgia wurde. Zur selben Zeit eskalierte seine Rivalität mit James Jackson, dem Anführer der oppositionellen Republikaner in Georgia.
Seit den 1780ern wurde Georgia durch eine Reihe an Unternehmen gedrängt, sein Grundbesitz im Landesinneren (Das nach dem Yazoo River benannte „Yazoo land“) an sie zu verkaufen. Dieser Trend war Mitte der 1790er noch stärker als vorher; die Georgia Company, Georgia and Mississippi Company, Upper Mississippi Company und Tennessee Company wollten alle mit Grundbesitz in Georgia spekulieren. Gunn, selbst ein Anteilhaber der Georgia Company, führte ihre Lobby, die „Yazooists“. Indem sie weite Teile der politischen Schicht in Georgia – vor allem die Föderalisten – bestachen, gelang ihnen 1795 der Kauf des Territoriums für eine sehr niedrige Summe. Dies führte zum sogenannten Yazoo-Skandal, in dessen Folge Jackson und seine Republikaner ihre politische Macht in Georgia festigen konnten. Zwar blieb Gunn trotz einiger Bemühungen um eine Amtsenthebung, für die Georgia sogar einen Zusatzartikel zur Verfassung vorschlug, Senator – immerhin war er erst am 13. November 1794 in seinem Amt bestätigt worden –, von nun an waren die Föderalisten in seinem Bundesstaat jedoch bedeutungslos. Bereits 1796 wurde der Yazoo-Verkauf wieder aufgehoben; fast alle Yazooists hatten ihren Sitz in der Georgia General Assembly verloren.
Während seiner verbleibenden Jahren im Senat schloss sich Gunn dem radikalen Flügel der Föderalisten an, die außenpolitisch die Beziehungen zu Großbritannien stärken wollten und dem Revolutionären Frankreich sehr kritisch gegenüberstanden. Er erhoffte sich möglicherweise Schutz vor einem Korruptionsverfahren im Senat, wodurch er sich in Georgia nur noch unbeliebter machte. Als er 1795 für den kontroversen Jay-Vertrag stimmte, hängte und verbrannte man Bildnisse von ihm auf offener Straße. Seine Hoffnung, der Quasi-Krieg mit Frankreich könne die Bevölkerung Georgias von den Föderalisten überzeugen, wurde ebenfalls enttäuscht. Nach zwei Amtszeiten war eine Wiederwahl praktisch gesehen unmöglich; er kehrte nach Georgia zurück. Dass in den Senatswahlen 1800 und 1801 Jackson zu seinem Nachfolger ernannt wurde, zeugte vom Sieg der Republikaner über die Föderalisten in Georgia. Gunn starb bereits 1801 in Louisville. Der Historiker George R. Lamplugh meint, dass Gunn ein skrupelloser Politiker und der Architekt seines eigenen Niedergangs gewesen sei.
Das Dampfschiff James Gunn (ATS-0044), ein im Zweiten Weltkrieg gebauter und eingesetzter Liberty-Frachter, wurde nach dem Senator benannt.